# Sumo aux Jeux mondiaux de 2005
Navigation
Akita 2001 Kaohsiung 2009
Les épreuves de sumo des Jeux mondiaux de 2005 ont lieu du 21 juillet au 22 juillet 2005 à Duisbourg (Allemagne).

## Podiums

### Hommes
| Épreuves | Or                       | Argent                  | Bronze                 |
| -------- | ------------------------ | ----------------------- | ---------------------- |
| − 85 kg  | Ukraine Vitaliy Tikhenko | Russie Igor Kurinnoy    | Japon Yuya Hanada      |
| - 115 kg | Japon Katsuo Yoshida     | Japon Seietsu Hikage    | Russie David Tsallagov |
| + 115 kg | Japon Keisho Shimoda     | Japon Takayuki Ichihara | Pologne Robert Paczków |
| Open     | Japon Takayuki Ichihara  | Japon Keisho Shimoda    | Japon Seietsu Hikage   |

### Femmes
| Épreuves | Or                          | Argent                      | Bronze                    |
| -------- | --------------------------- | --------------------------- | ------------------------- |
| − 65 kg  | Ukraine Alina Boykova       | Russie Yekaterina Salakhova | Japon Tamami Iwai         |
| - 80 kg  | Russie Svetlana Panteleyeva | Japon Satomi Ishigaya       | Allemagne Nicole Hehemann |
| + 80 kg  | Allemagne Sandra Köppen     | Russie Olesya Kovalenko     | Pologne Edyta Witkowska   |
| Open     | Russie Olesya Kovalenko     | Pologne Edyta Witkowska     | Russie Yekaterina Keyb    |

## Tableau des médailles
| Rang | Nation | Or | Argent | Bronze | Total |
| ---- | ------ | -- | ------ | ------ | ----- |